# Sylla Sow
Sylla Sow (Nimega, 8 agosto 1996) è un calciatore olandese, attaccante dell'Al-Najma.

## Caratteristiche tecniche
È un'ala sinistra.

## Carriera
Cresciuto nel settore giovanile del N.E.C., nel 2015 è stato acquistato dall'Utrecht che lo ha inizialmente aggregato alla seconda squadra.
Ha esordito in Eredivisie il 29 aprile 2018 disputando l'incontro pareggiato 2-2 contro l'Heracles Almelo.
Nel gennaio 2019 è stato acquistato dall'RKC Waalwijk.

## Statistiche
Statistiche aggiornate al 18 agosto 2019.

### Presenze e reti nei club
| Stagione            | Squadra             | Campionato          | Campionato | Campionato | Coppe nazionali | Coppe nazionali | Coppe nazionali | Coppe continentali | Coppe continentali | Coppe continentali | Altre coppe | Altre coppe | Altre coppe | Totale | Totale | Totale |
| Stagione            | Squadra             | Comp                | Pres       | Reti       | Comp            | Pres            | Reti            | Comp               | Pres               | Reti               | Comp        | Pres        | Reti        | Pres   | Reti   |        |
| ------------------- | ------------------- | ------------------- | ---------- | ---------- | --------------- | --------------- | --------------- | ------------------ | ------------------ | ------------------ | ----------- | ----------- | ----------- | ------ | ------ | ------ |
| 2016-2017           | Jong Utrecht        | 1D                  | 32         | 7          |                 | -               | -               |                    | -                  | -                  |             | -           | -           | 32     | 7      |        |
| 2017-2018           | Jong Utrecht        | 1D                  | 34         | 8          |                 | -               | -               |                    | -                  | -                  |             | -           | -           | 34     | 8      |        |
| 2018-2019           | Jong Utrecht        | 1D                  | 15         | 4          |                 | -               | -               |                    | -                  | -                  |             | -           | -           | 15     | 4      |        |
| Totale Jong Utrecht | Totale Jong Utrecht | Totale Jong Utrecht | 81         | 19         |                 | -               | -               |                    | -                  | -                  |             | -           | -           | 81     | 19     |        |
| 2017-2018           | Utrecht             | ED                  | 1          | 0          | CO              | 0               | 0               |                    | -                  | -                  |             | -           | -           | 1      | 0      |        |
| gen.-giu. 2019      | RKC Waalwijk        | 1D                  | 14+2       | 4          | CO              | 0               | 0               |                    | -                  | -                  |             | -           | -           | 16     | 4      |        |
| 2019-2020           | RKC Waalwijk        | ED                  | 3          | 0          | CO              | 0               | 0               |                    | -                  | -                  |             | -           | -           | 3      | 0      |        |
| Totale carriera     | Totale carriera     | Totale carriera     | 101        | 23         |                 | 0               | 0               |                    | -                  | -                  |             | -           | -           | 101    | 23     |        |